# مقاطعة كالهون (فرجينيا الغربية)
مقاطعة كالهون هي مقاطعة في فيرجينيا الغربية، بلغ عدد سكانها 7٬627  نسمة، في 2010، عاصمتها غرانتسفيل، تبلغ مساحتها 727 كيلومتر مربع.

## الموقع
تشترك في الحدود مع:
- مقاطعة ريتشي (فرجينيا الغربية).